# 류머티즘
류머티즘(영어: rheumatism 또는 rheumatic disorders, 문화어: 류마치스) 또는 류마티스 또는 류마티스성 질환(영어: rheumatic disease)은 자가 면역 질환 중 관절의 결합 조직이나 관절에 통증을 유발하는 의학 문제를 일컫는 용어이며, 한의학에서는 풍습(風濕)이라고도 한다.
이러한 질환과 치료법을 연구하는 학문을 류마티스학(Rheumatology)이라고 하고, 이러한 질환을 치료하는 의학분야를 류마티스내과라 한다. 한국에서의 정식표기는 류머티즘이지만 보통 류마티스로 통칭한다.

## 종류
현재 류머티즘으로 여겨지는 질환은 다음과 같다:
- 전신 홍반성 루푸스
- 류마티스 관절염
  - 류마티스열 (en)
  - 류마티스성 심질환 (en)
  - 류마티스성 다발근통 (en)
- 연소성 관절염[1]
- 혈관염
- 강직성 척추염 (en)
  - 건선 관절염 (en)
  - 반응성 관절염
- 쇼그렌 증후군
- 베체트 병
- 다발 근염
  - 피부근염
- 전신경화증
- 섬유근육통

이러한 질환 외에도 류머티즘으로 인한 질환은 다양하다. 이러한 질환들은 역학적으로 서로 관련성이 거의 없지만, 두 가지의 공통적인 특징을 갖고 있다. 류머티즘으로 인한 질환들은 만성적이며, 지속적인 통증을 동반한다. 대부분 치료하기 어려운 난치성 질환으로 치료기간 또한 길다.

## 치료법
과거에는 류머티즘을 치료하는데 약초를 이용한 여러 가지 치료법이 권장되었고, 현대 의학에서는 류머티즘 질환들은 각기 다른 원인이나 복합적인 원인으로 인해 발생한다고 인식하며, 이에 따라 각기 다른 치료법을 요하고 있다.
그럼에도 불구하고, 주요 류머티즘 질환의 초기 치료에는 아세트아미노펜이나 NSAIDs이 포함된 이부프로펜이나 디클로페낙 등의 진통제가 동반되며, 때때로 더 강한 진통제를 필요로 한다. 한약재 중에서는 발산풍한약, 거습약, 활혈거어약 등을 주로 사용한다.
여러 가지 치료에도 불구하고 증세가 경감되지 않을 경우 면역억제제와 생물학적제제를 사용하기 시작한다. 한의학에서는 봉침(봉독약침)치료를 이용한다. 봉독치료는 류마티즘 초기에서부터, 여타방식으로 치료를 실패한 경우 등 여러 단계에서 모두 효과를 보인다.

## 류머티즘과 날씨와의 상관성
과거부터 류머티즘 질환의 통증과 날씨와의 관련성에 대한 많은 가설이 있었으나, 그러한 가설을 뒷밭침하거나 가설에 반대되는 확실한 증거가 나오지 않았다. 1995년 브리검 여성병원의 통증 관리 센터의 A. Naser와 동료들이 557명의 사람들을 대상으로 설문 조사를 하였고, 다음과 같은 결론을 내리게 되었다.
| “ | "류머티즘 질환의 고통과 날씨와의 관련성에서의 주 문제는 대기압의 변화이다. 저기압은 일반적으로 춥고 비오는 날씨와 관련이 있으며, 류머티즘 질환의 고통을 증대시킨다. 고기압은 일반적으로 맑고 건조한 날씨와 관련이 있으며, 류머티즘 질환의 고통을 약화시킨다." | ” |

## 같이 보기
- 류마티스내과
- 염증